# Debrecen trolibuszvonal-hálózata
A debreceni trolibuszhálózat három trolibuszvonalból áll. Összesen öt troliviszonylat létezik, ezek mindegyikének a Segner tér a végállomása. Működése 1985. július 2-án kezdődött a mai 5-ös viszonylat vonalán, a Segner tér és az MGM között. A hálózat fokozatosan fejlődött, 1988-ben a 3-as, majd 1995-ben a 4A vonal indult el. Napjainkban, főleg hétvégente gazdasági okokból az összes trolivonalon részben trolipótló autóbuszok közlekednek.

## Viszonylatok

### Jelenlegi
| Járatszám | Végállomások                               | Megjegyzés |
| --------- | ------------------------------------------ | --- |
| 3         | Segner tér ↔ Köztemető                     | Kossuth utcán keresztül. |
| 3A        | Segner tér ↔ Kassai út                     | Kossuth utcán keresztül. A Segner tér felől haladva a Kassai út megállónál véget ér a felsővezetékes szakasza, a Laktanya utca megállóig a trolik önjáró üzemmódban közlekedtek 2023-ig. A járatot egy ideig megszüntették, újraindulása óta csak a Kassai útig közlekedik. |
| 4         | Segner tér → Dobozi lakótelep → Segner tér | A Kossuth utcán keresztül megy, körjárat. 2000. január 1-jei megszűnése előtt 4A jelzéssel közlekedett. Újrainduláskor 4-es jelzéssel indult el. |
| 5         | Segner tér ↔ Köztemető                     | Nagyállomáson keresztül. A Köztemető felé a Dobozi lakótelep érintésével megy. |
| 5A        | Segner tér ↔ Kassai út                     | Nagyállomáson keresztül. A Köztemető felé a Dobozi lakótelep érintésével megy. |

### Megszűnt
| Járatszám | Végállomások                               | Megjegyzés |
| --------- | ------------------------------------------ | --- |
| 2D        | Segner tér → Dobozi lakótelep → Segner tér | A Nagyállomás felől közelítette meg a Dobozi lakótelepet, körjárat volt. 2011. április 1-jén megszűnt.                                                                                    |
| 2E        | Segner tér → Egyetem → Köztemető főkapu    | Ezen a járaton tesztelték a DKV 804-es pályaszámú önjáró üzemmódra képes teszt trolibuszát. A teszt befejeztével 2004. március 19-én megszűnt a járat.                                    |
| 3E        | Segner tér → Egyetem → Segner tér          | 2011. április 1-jén megszűnt. A Segner tér felől haladva a Főnix Csarnok megállónál véget ér a felsővezetékes szakasza, a Laktanya utca megállóig a trolik önjáró üzemmódban közlekedtek. |
| Airport   | Nagyállomás → Airport Debrecen             | 2006. június 8-án indult el, mindössze pár hónappal később szűnt meg. A járatnak nem volt felsővezetékes szakasza.                                                                        |

## Története

### A villamosszárnyvonalak felszámolása
Az 1970-es években az országos közlekedéspolitika miatt felszámolták a villamosszárnyvonalakat, Debrecenben csak egyetlen villamosvonal maradt meg. Mivel a városnak szüksége volt a környezetbarátabb elektromos közlekedésre a megszüntetett villamosok helyére trolivonalakat terveztek.
A villamos szárnyvonalak felszámolása előtt az alábbi hálózat létrehozását tervezték:
- 4. vonal: Vincellér u. – Derék u. – Kishegyesi út – Nyugati u. – Széchenyi u. – Kossuth u. – Faraktár u. – Rakovszky u. – Munkácsy u. – Víztorony u. – Ótemető u.
- 5. vonal: Vincellér u. – István út – Széchenyi u. – Kossuth u. – Faraktár u. – Rakovszky u. – Munkácsy u. – Víztorony u. – Ótemető u.
- 6. vonal: Sumen u. – Klaipeda u. – Burgundia u. – Rákóczi u. – Hunyadi u. – Bethlen u. – Egyetem sgt. – Thomas Mann u.
- 7. vonal: Segner tér – Nyugati u. – Erzsébet u. – Wesselényi u. – Hajnal u. – Rakovszky u. – Nyíl u. – Hadházi út – Füredi út – Böszörményi u. – Pesti u. – Segner tér
- 8. vonal: Galamb u. – Vágóhíd u. – Szent Anna u. – Miklós u. – Nyugati tehermentesítő út – Dózsa út – Nádor u. – Thomas Mann u. – Mikszáth u. – Békéssi u. – Kartács u. – Doberdó u.

Az első debreceni trolibusz indulását 1978. december 31-ei határidővel tervezték a Tótfalusi tér (napjainkban Dósa Nádor tér) és a Köztemető között a megszűnt 6-os villamos útvonalán, de a telephelytől való távolság miatt a tervet elvetették.

### Kiépítés

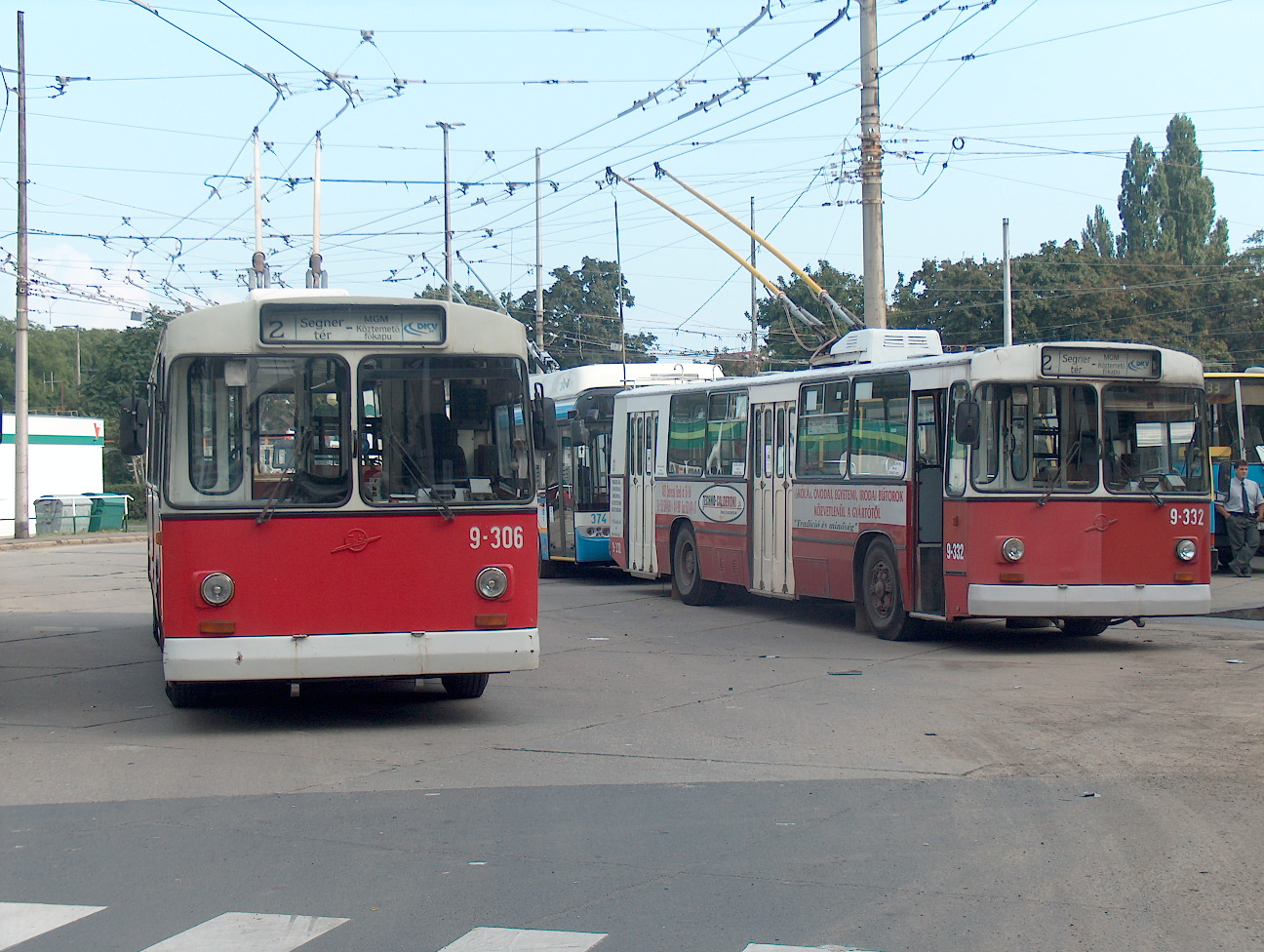
A forgalom ezekkel a ZiU–9 típusú trolikkal indult meg

A 6-os villamos helyére építendő troli nem valósult meg, de a tervezett átadásához egy évvel később, 1985. július 2-án átadták a 2-es trolibuszt (a mai 5-öst) a Segner tér és az MGM között. A vonalra 10 db ZiU–9 típusú trolibuszt vásároltak a Szovjetunióból. Ezt a vonalat 1986-ban meghosszabbították a Köztemető főkapujáig, és elindult a 2A jelzésű betétjárat.
Egy évvel később (1987-ben) átadták a  3-as trolibuszt is. Ennek a két végállomása a 2-esehez hasonlóan ugyanúgy a Köztemető és a Segner tér volt, ám a vasútállomás helyett a Kossuth utcán és a Csapó utcán át vezették. Az útvonaluk az Árpád tértől a Köztemetőig viszont teljesen megegyezett. A 2-es trolihoz hasonlóan a 3-as is kapott betétjáratot (3A vonal) ami nem ment el a Köztemetőig, hanem csak az MGM-ig járt.
1995-ben átadták a 4A trolibuszt. Ez a troli a 2-es és 3-as vonalak kombinációjaként lett bevezetve. A Segner tértől a hármas vonalán indult el, ám a Kossuth utca után elváltak és a 2-es vonalat metszve  a Dobozi lakótelephez közlekedett. Azért kapott „A” jelzést, mert ekkor még úgy gondolták, hogy a Segner tér csak ideiglenes végállomása  marad, és a későbbiekben meghosszabbítják a vonalat a Vincellér utcáig. Ez  nem valósult meg, de az „A” betűt mégis meghagyták.
Az új vonalakra szintén ZiU–9 trolikat vásároltak. Újonnan összesen 34 darab lett vásárolva, továbbá még három kocsit vettek a BKV-tól használtan.

### Közlekedésfelélesztési javaslat 2000 és 2003 között
2000–2003 között javasolt elkészíteni:
- 2-es trolibusz: Vincellér utca – Derék utca – Kishegyesi út – Segner tér, a továbbiakban változatlan
- 3-as trolibusz: Segner tér helyett Széchenyi utca – István út – Vincellér utca útvonal
- 4-es trolibusz: Vincellér utca – Derék utca – Kishegyesi út – Segner tér, továbbiakban a 4A útvonalán

2003–2015 között:
- 5-ös trolibusz: Vígkedvű Mihály utca – Sumen utca – Klaipeda utca – Csapó utca – Kassai út – Baksay / Zákány utca – Hadházi út
- 6-os trolibusz: Vígkedvű Mihály utca – Sumen utca – Szent Anna utca – Miklós utca – Nyugati tehermentesítő út – Hatvan utca – Kishegyesi út – István út – Vincellér utca
- 7-es trolibusz: Segner tér – Nyugati utca – Széchenyi utca – Kossuth utca – Rakovszky Dániel utca – Kassai út – Baksay / Zákány utca – Hadházi út

### A vonalak átszervezése
2000. január 1-jén megszűnt a 2A, a 3A és a 4A trolibusz, ám a leépítés ennél tovább nem jutott.

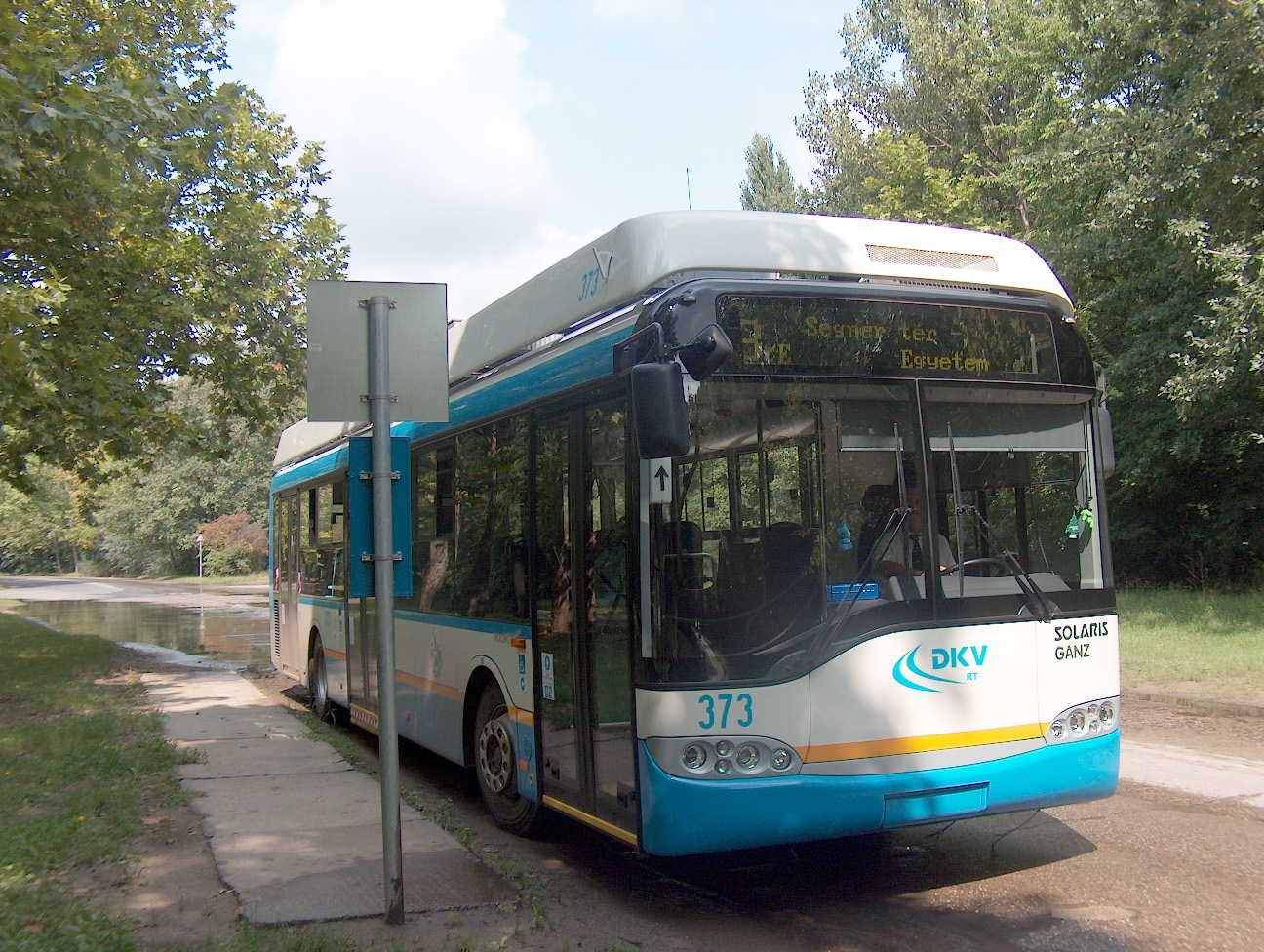
Ganz-Solaris típusú alacsony padlós trolibusz az új 3E vonalon

2005-ben megindult a forgalom a 3E trolibusz vonalán, az egyetemi járaton. A járat egyfajta gyűjtőként működött, útvonala során számos iskolát, felsőoktatási- és közintézményt, valamint az egyetemi kollégiumokat is érintett. Ennek a vonalnak volt felsővezeték nélküli szakasza is (Magyarországon elsőnek).
2009-ben  a 2-es trolit a régi 4A útvonalán bevezették a Dobozi lakótelepre, ám csak a Köztemető irányában.
2010-ben új járat indult 2D jelzéssel a Segner tér – Nagyállomás – Dobozi lakótelep – Nagyállomás – Segner tér körjárati jelleggel, és újraindult a 4A trolibusz is, de már 4-es jelzéssel.
2011-ben az akkor még csak egyéves 2D trolibuszt, valamint a 2005 óta üzemelő 3E trolibuszt megszüntették.
Bár Debrecenben a 2-es villamos 2014-es átadása nagyon sok buszjáratra kihatott, a trolikra csak minimális hatással volt: a 3-as és 4-es trolik kaptak egy új megállót Debreceni Ítélőtábla névvel, a 2 és 2A jelzésű trolikat pedig átszámozták 5 és 5A jelzésűre, hogy ne legyen azonos a számuk a villamoséval.

## Járműpark
- ZiU–9: 1985-ben az első trolibuszvonal beindításakor 10 darab trolit vett a DKV. Az év folyamán még 10 jármű állt forgalomba. 1986-ban 2, 1987-ben pedig 10 trolibusz helyeztek üzembe. A következő vonal beindításakor még 2 darabot vett a típusból, de mivel túl kevésnek bizonyult ennyi trolibusz, ezért 1989-ben még Budapestről vett a DKV 3 használt ZiU–9-es trolibuszt. 4 trolibuszt már 2001-ig selejteztek (9-333, 9-335, 9-336, 9-337). 2002-ben 5 trolibuszt az új Solaris trolibuszok érkeztével, 2005-ben 11 trolibuszt, 2007-ben 10 trolibuszt selejtezett a DKV. 2009-ben a maradék 7 trolibuszból 3-at megvett az Inter Tan-Ker (9-305, 9-324, 9-331) 1-et pedig elkezdtek bontani (9-327), hogy fel tudják újítani a 9-323-at is, az ekkor már felújított 9-328 mellett. Ekkor a DKV állományában 3+1 (9-301 romos állapotú, 9-323, 9-327 donor, 9-328) ZiU–9 trolibusz volt, amik csak halottak napja körül közlekedtek 2014-ig. 2012-től már csak a 9-328 közlekedett és teljesen elbontották a 9-327-et. Nosztalgiának mind három meglévő trolibuszt kijelölték (9-301, 9-323, 9-328). 2015-ben a 9-328 közlekedett, 2016-ban pedig a 9-323, 2017-ben ismét a 9-328. A 301-es végül elbontásra került, így a DKV tulajdonában már csak 2 db Ziu van, a 323 és a 328. A 323 eredeti szovjet műbőr ülésekkel rendelkezik, míg a 328-nak módosított szövet ülései vannak. (Az eredeti 37 darabos állományból még megvan a 9-313-as is, mely 2007-es selejtezése óta magánkézben van Hajdúsámsonban.)
- Ikarus 280T: 1991-ben állt forgalomba öt csuklós trolibusz. A járműveket az Ikarus 280-as autóbusz alapjaira építették a ZiU–9 trolibusz motorjával. A prototípust (400) 2000-ben selejtezték. A 401-et 2009-ben, a 402-t 2007-ben, a 403-ast 2005-ben flottaszínre fényezték. A 404 eredeti színben közlekedett egészen 2016-ig, amikor kivonták a forgalomból, majd 2017 elején szétvágták. Három év múlva, 2019 végén a 403 is erre a sorsra jutott. 2020 októberében a 401 műszaki vizsgáját a számos hibája miatt nem hosszabbították meg, így a járművet ki kellett vonni a forgalomból. A 401-es járművet 2022-ben adták el egy gyűjtőnek (elektromos berendezés nélkül) . A 401 eladásával a 402 maradt az egyetlen ebből a típusból Debrecenben. Mivel az egyetlen megmaradt csuklós troli nem tudja elégségesen kiszolgálni az utazási igényeket, a hétköznap reggeli és délutáni csúcsidőben gyakran indítanak csuklós autóbuszokat a trolijáratokon. A 402-es 2024-ben kisebb felújításon esett át, azóta nosztalgiaként közlekedik.
- Maz 103T: 2007-ben állították forgalomba, ez a jármű a Maz 103 autóbusz trolibusz változata. A jármű az összes vonalon közlekedik a 3A-n kívül, de a 4-es vonalon közlekedik a legtöbbet. 2025 óta nosztaligiaként közlekedik.
- Ganz-Solaris Trolino változatok: 2005 és 2007-ben állítottak forgalomba 21 ilyen trolibuszt a ZiU–9-es trolibuszok leváltására. 2004-ben érkezett egy ilyen típusú csuklós próbajármű, de végül egy járművet sem vásárolt a DKV.

| Kép                 | Típus                             | Eredeti darabszám | Jelenlegi darabszám     | Pályaszámok         | Gyártási év              | Debrecenben közlekedik | Önjáró*           | Viszonylatok                       |
| Forgalmi járművek   | Forgalmi járművek                 | Forgalmi járművek | Forgalmi járművek       | Forgalmi járművek   | Forgalmi járművek        | Forgalmi járművek      | Forgalmi járművek | Forgalmi járművek                  |
| ------------------- | --------------------------------- | ----------------- | ----------------------- | ------------------- | ------------------------ | ---------------------- | ----------------- | ---------------------------------- |
|                     | Ganz-Solaris Trollino 12          | 5 db              | 5 db                    | 341–345             | 2005 (20 évesek)         | 2005 óta               |                   | A 3A vonal kivételével mindegyiken |
|                     | Ganz-Solaris Trollino 12D         | 5 db              | 5 db                    | 371–375             | 2005 (20 évesek)         | 2005 óta               |                   | Minden vonalon                     |
|                     | Ganz-Škoda-Solaris Trollino 12D–2 | 11 db             | 11 db                   | 376–386             | 2007 (18 évesek)         | 2007 óta               |                   | Minden vonalon                     |
| Nosztalgia járművek |                                   |                   |                         |                     |                          |                        |                   |                                    |
|                     | MAZ 103T                          | 1 db              | 1 db                    | 346                 | 2005 (20 éves)           | 2007 óta               |                   | A 3A vonal kivételével mindegyiken |
|                     | ZiU–9                             | 37 db             | 2 db + 1 db magánkézben | 9-323, 9-328 +9-313 | 1976–1988 (37-49 évesek) | 1985 óta               |                   |                                    |
|                     | Ikarus 280T                       | 5 db              | 1 db + 1db magánkézben  | 402                 | 1991 (33 éves)           | 1991 óta               |                   |                                    |

* önjáró: felsővezeték nélküli üzemmódra képes

## Kritika

### Gyakori trolipótlás
Debrecenben akkor is szoktak trolipótlók közlekedni, ha egyébként trolik is tudnának közlekedni. Ennek oka, hogy a DKV az autóbuszokat csak bérli (az Inter Tan-Ker a tulajdonos) és a bérleti szerződést olyan előnytelenül kötötték meg, hogy a buszoknak muszáj több kilométert futniuk, mint amennyit a menetrend szerinti buszokkal elérnek. Ezt úgy valósítják meg, hogy egyes időszakokban buszokat adnak ki a trolik helyett. Különleges eset volt, amikor pénteken megünnepelték a környezetbarát trolit, szombaton pedig teljes trolipótlást rendeltek el.

## Galéria

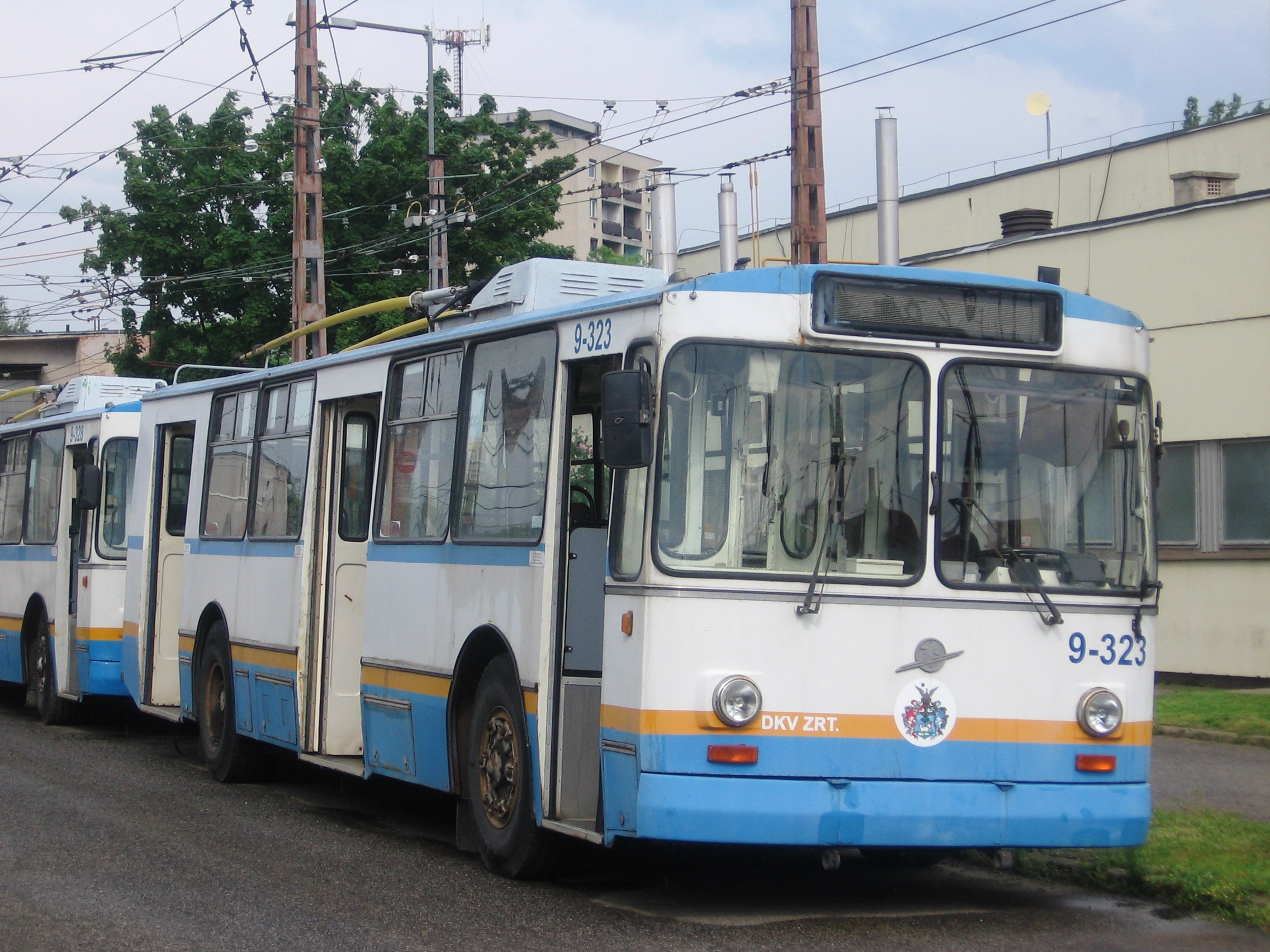
Flottaszínű ZiU–9 trolibusz
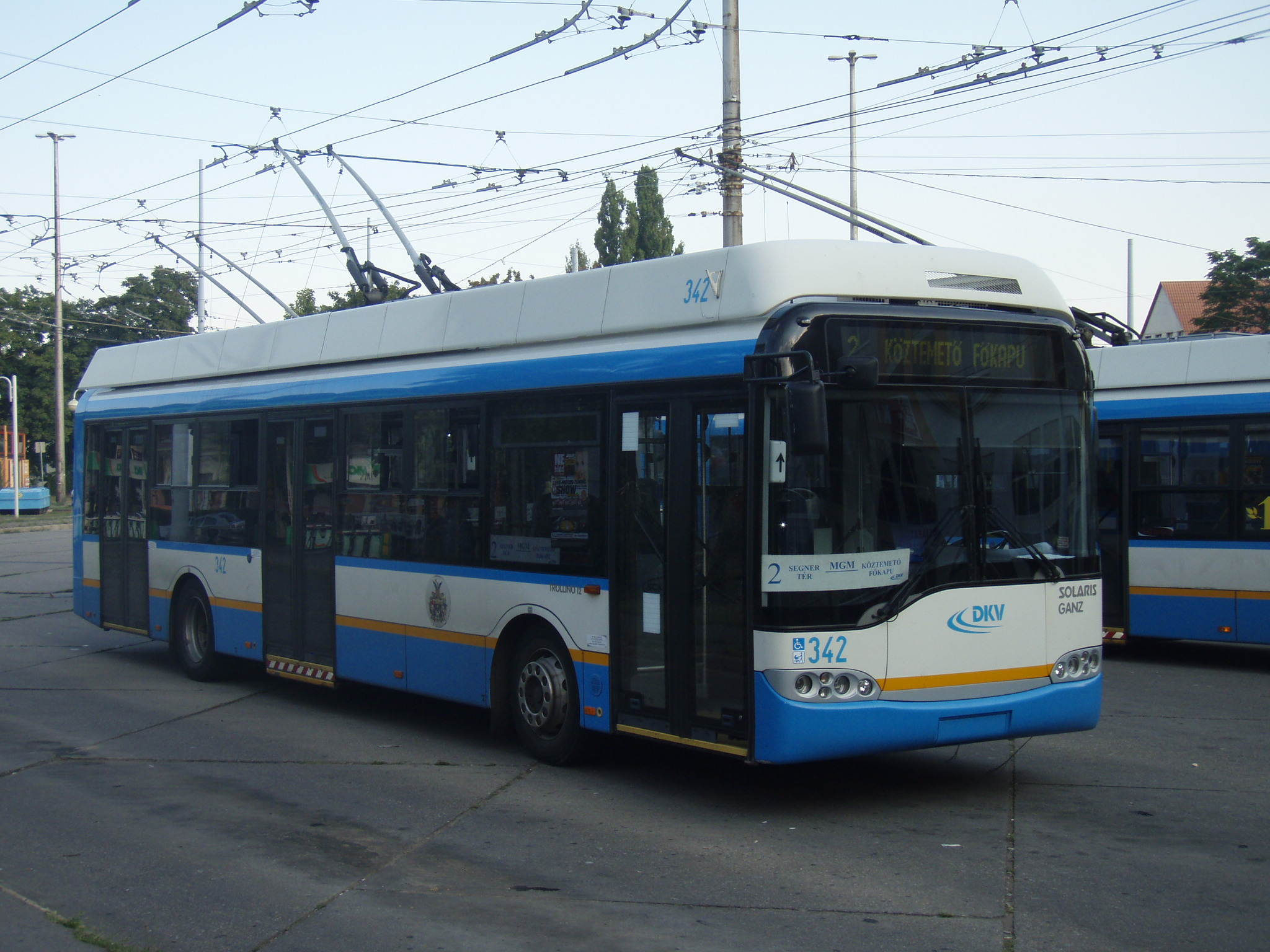
Ganz-Solaris trolibusz
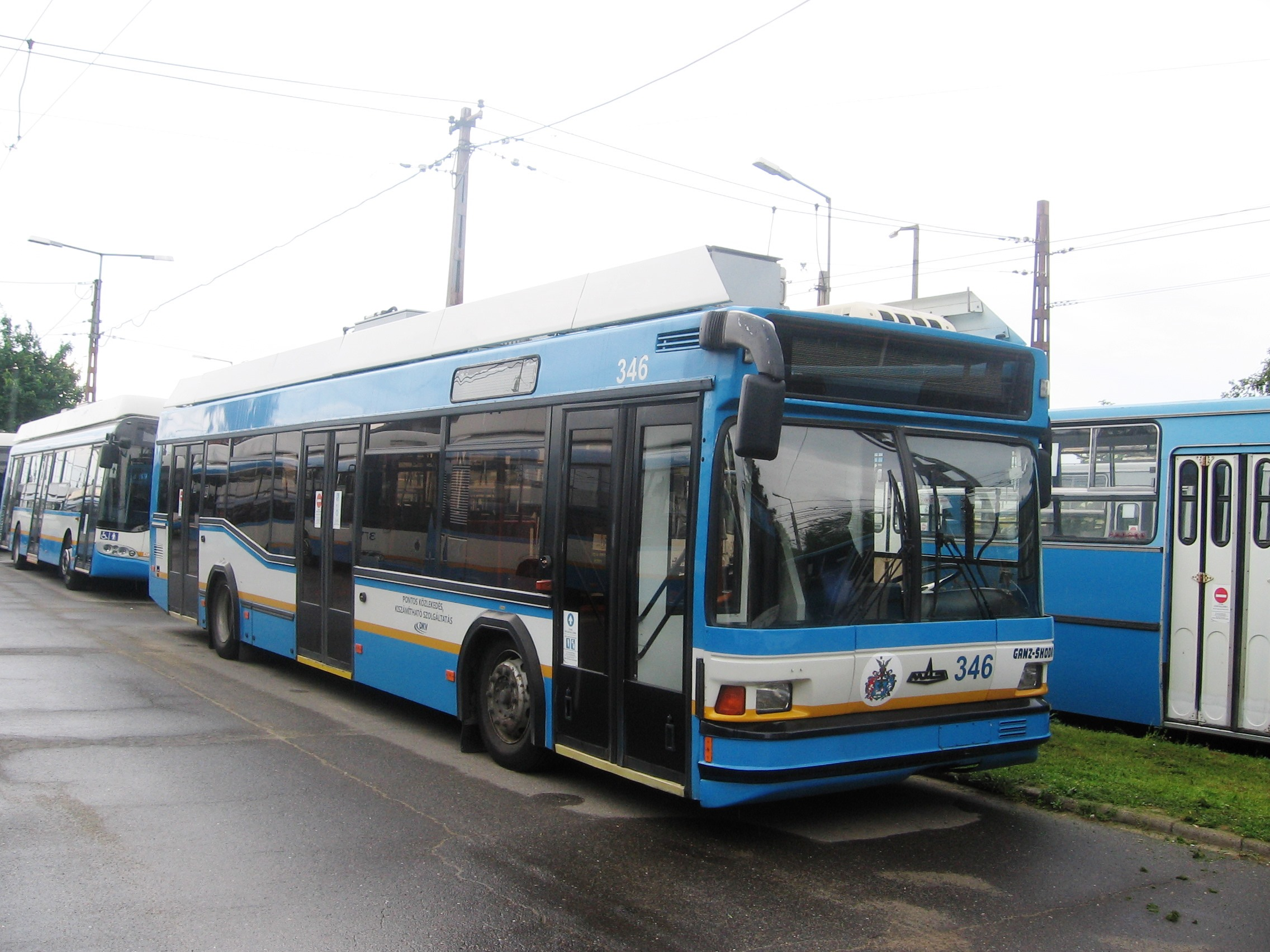
MAZ 103T típus
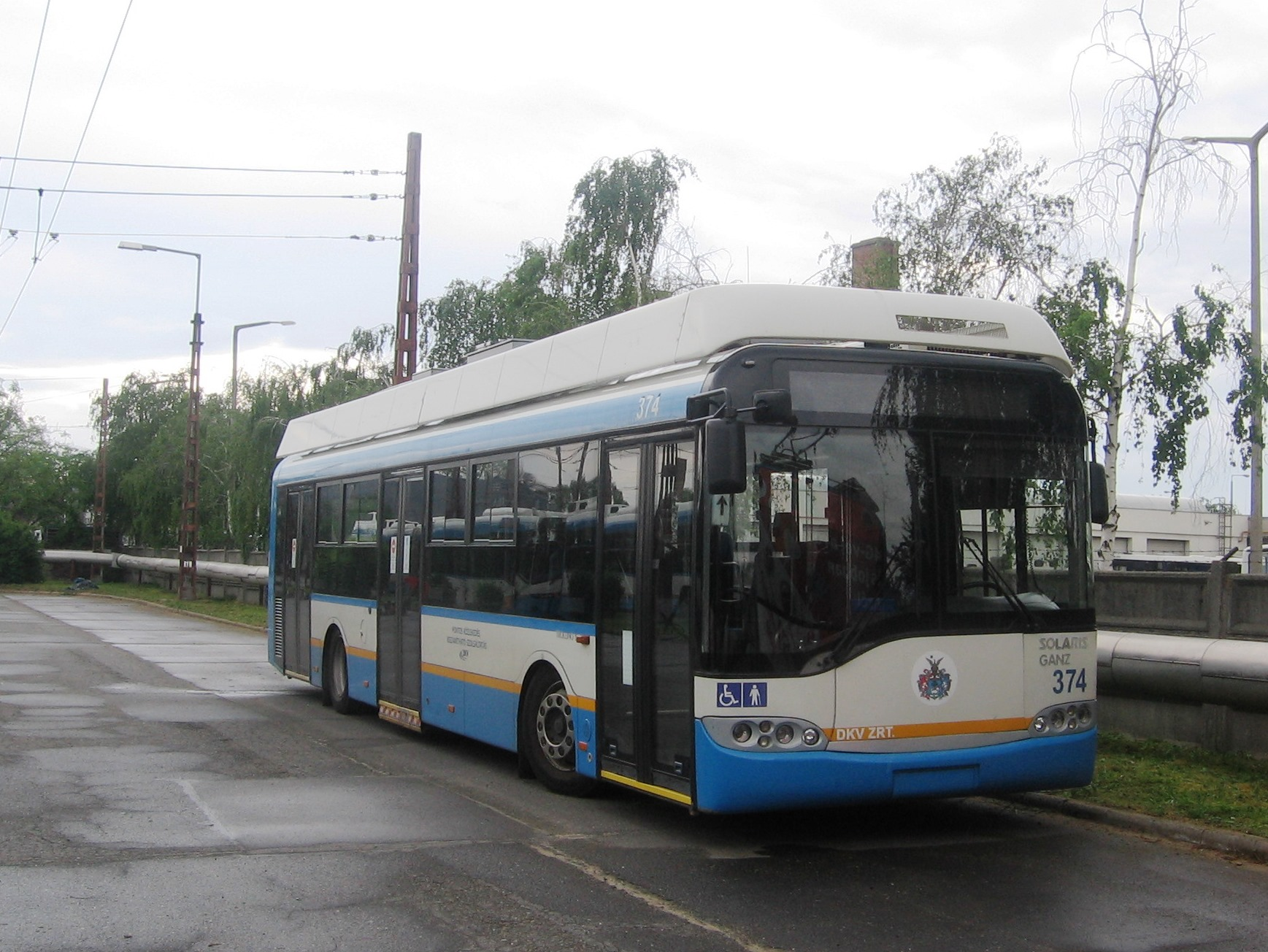
Ganz Solaris Trollino 12 típus